# Ivanhorod, Oleksandrivka
Ivanhorod (în ucraineană Івангород) este localitatea de reședință a comunei Ivanhorod din raionul Oleksandrivka, regiunea Kirovohrad, Ucraina. În secolul al XIX-lea, satul făcea parte din volostul Oleksandrivka, uezdul Ciîhîrîn.

## Demografie
Componența lingvistică a localității Ivanhorod
     Ucraineană (96,94%)
     Rusă (2,45%)
     Alte limbi (0,61%)
Conform recensământului din 2001, majoritatea populației localității Ivanhorod era vorbitoare de ucraineană (96,94%), existând în minoritate și vorbitori de rusă (2,45%).